# Akademia Gymnázium, Základní škola a Mateřská škola
AKADEMIA Gymnázium, Základní škola a Mateřská škola, s.r.o. je soukromá střední škola, základní škola a mateřská škola v Brně, která byla založena v roce 1992 jako jedna z nejstarších nestátních vzdělávacích institucí v Československu. Sídlí v areálu na ulici Rašelinová 9 a 11 v městské části Brno-Líšeň. Jedná se o MŠ, ZŠ a všeobecné osmileté i čtyřleté gymnázium, jehož studenti jsou připravováni k maturitě a studiu na vysokých školách různého zaměření. Jde o školu rodinného typu s přibližně 200 žáky, 40 vyučujícími, ve třídách je dlouhodobě průměrně 18 žáků. Podmínkou přijetí na gymnázium jsou jednotné testy z ČJ a M. Heslo školy zní: „Vstřícná náročnost“.

## Charakteristika školy

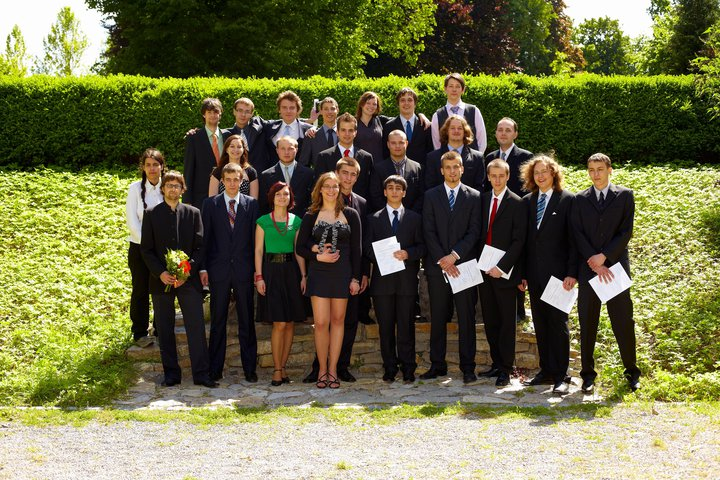
Maturanti 2010

První studenti nastoupili na Gymnázium AKADEMIA 1. září 1992. Zakladateli školy byli Mgr. Hana Německá a PhDr. Václav Trojan, Ph.D., bývalý vedoucí Centra školského managementu Univerzity Karlovy v Praze. Od roku 2010 vedli školu Mgr. Darja Chládková a Mgr. Ondřej Hýsek, Ph.D., který se stal v roce 2023 ředitelem školy a je i jejím zřizovatelem. Více než 90 % absolventů školy studuje či absolvovalo univerzity v ČR nebo ve světě. Od roku 2011 dosud uspělo 100 % maturantů Gymnázia AKADEMIA u státní maturity.
AKADEMIA je fakultní školou Filozofické fakulty a Pedagogické fakulty Masarykovy univerzity, spolupracuje s Univerzitou Karlovou v Praze či Palackého univerzitou v Olomouci. Škola se mimo jiné zaměřuje na výuku cizích jazyků a mezinárodní spolupráci, výuku informačních technologií a finanční gramotnost. AKADEMIA se soustředí na vedení žáků k samostatnému kritickému myšlení. Institut má i vlastní speciálněpedagogické centrum.

## Historie školy

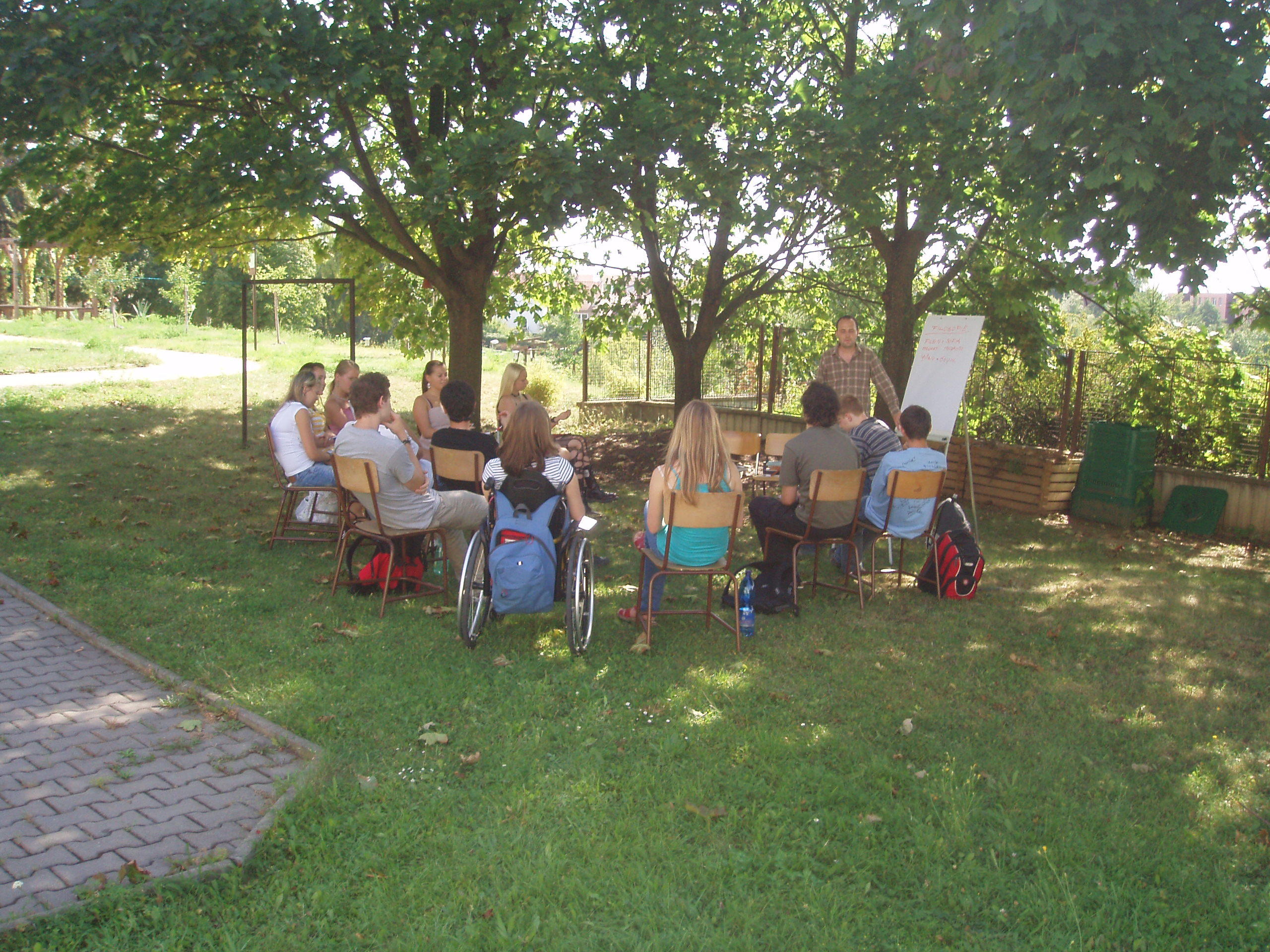
Výuka na Gymnáziu AKADEMIA

V roce 1991 proběhly první úvahy o založení nestátní školy (projekt "Integra"), v únoru 1992 byla škola zařazena do sítě škol MŠMT ČR a v září téhož roku bylo zahájeno vyučování. V květnu 1994 se škola přestěhovala do nových prostor v Brně-Líšni, na ulici Rašelinová 11. V červnu 1995 proběhla první zahradní slavnost školy a téhož roku při škole vzniklo Speciálněpedagogické centrum. V roce 1996 proběhly první maturity studentů školy, roku 1998 proběhla první projektová výuka. V září téhož roku byla zahájena výuka v druhé budově na ulici Rašelinová 9 a v říjnu téhož roku bylo otevřeno Centrum volného času Koníček. V listopadu 1998 byla rozšířena činnost Speciálněpedagogického centra pro veřejnost. V dubnu téhož roku získala škola mezinárodní certifikát IES stupně B+ a v červnu tohoto roku se škola stala fakultní školou Pedagogické fakulty Masarykovy univerzity v Brně.
V květnu 2000 proběhly první maturitní zkoušky studentů víceletého gymnázia, téhož měsíce došlo také ke zvýšení certifikátu IES na stupeň BB a v červnu tohoto roku bylo vybudováno školní hřiště. V září téhož roku došlo k zahájení školní intranetové sítě a v květnu příštího roku bylo rozšířeno připojení školy na internet. V únoru 2002 proběhl první samostatný ples školy a v květnu tohoto roku proběhly oslavy deseti let existence školy. V únoru 2003 proběhl první šerpovací ples maturantů. V červnu 2004 bylo poprvé předáno maturitní vysvědčení studentům na líšeňském zámku Belcredi a v říjnu téhož roku došlo k otevření první multifunkční učebny, v červnu tohoto roku došlo také k první studentské konferenci. Před letními prázdninami v roce 2005 došlo k opravám fasády budov školy a v roce 2006 začaly práce na budování venkovní výukové plochy a také botanické zahrady. Téhož roku také došlo ke spuštění vlastního vzdělávacího programu "Kompas pro život aneb i cesta je cíl" a také k vytvoření pracoviště Pedagogické fakulty UK pro vzdělávání řídících pracovníků. V roce 2007 byla započata realizace prvního projektu Evropského strukturálního fondu "Zelená učebna" a také došlo k otevření amfiteátru v areálu školy a o rok později byla také dokončena stavba botanické zahrady. V roce 2009 byl spuštěn další vzdělávací program "Kooperace, komunikace, konkurenceschopnost", také byla započata realizace programů ESF "Vzdělávání řídících pracovníků ve školství", "Příroda v obrazech" a v roce 2010 ještě "Učíme o Moravě" a "CLIL".
V roce 2010 škola navázala spolupráci s gruzínským lyceem v Tbilisi. V roce 2011 na škole přednášel David Lau z University of Hongkong a také žákyně školy Kateřina Židů zvítězila v krajském kole SOČ, proběhly také tzv. státní maturity a studenti gymnázia získali 100% úspěšnost. Téhož roku škola získala certifikát, který školu opravňuje k užívání titulu "Škola přátelská k dětem s alergiemi a astmatem". O rok později se škola účastnila přípravy Mezinárodní konference pedagogů a specialistů k problematice vzdělávání žáků se speciálními vzdělávacími potřebami spolu s Masarykovou univerzitou, také proběhly evropské projekty InGenious a eTwinning na Gymnáziu AKADEMIA. Téhož roku se studenti gymnázia účastnili za Českou republiku v Bruselu v rámci iniciativy "Vaše Evropa, váš názor" na summitu Rio+20 na simulovaném plenárním zasedání Evropského hospodářského a sociálního výboru. Téhož roku došlo k novému vybavení počítačové učebny a také k vytvoření interaktivní učebny a také k oslavám dvacátého výročí založení školy.
V roce 2013 došlo v rámci školy AKADEMIA k otevření mateřské školy a také došlo k začlenění školy do ASPnet jako přidružené školy UNESCO. V roce 2016 byla v rámci školy AKADEMIA otevřena také základní škola. V roce 2017 byla kompletně změněna vizuální identita školy. V této době se AKADEMIA stala také fakultní školou Filozofické fakulty Masarykovy univerzity v Brně. V roce 2020 zvítězila studentka Gymnázia AKADEMIA Kateřina Mrázková v celostátním kole SOČ (v oboru Teorie kultury a umění).